# 31Y busz (Miskolc)
A miskolci 31Y-os buszjárat a Tiszai pályaudvar és az Avas városközpont között közlekedett, az avasi kilátó érintésével. A két állomás közti távot odafele 25, visszafele 18 perc alatt tette meg.

## Története
Az MVK Zrt. 2014. június 16-án indított új járatot a Tiszai pályaudvar és a Avas városközpont között, 31Y-os jelzéssel. Az útvonala megegyezett a 31-es járattal, azzal a különbséggel hogy az Avas városközpont felé közlekedő 31Y-os járatok az Avas kilátó végállomást is érintették. A járat csak óránként járt, valamint bevárta a késésben lévő IC-eket is

## Megállóhelyei
| 31Y (Tiszai pályaudvar - Avas kilátó - Avas városközpont) | 31Y (Tiszai pályaudvar - Avas kilátó - Avas városközpont) | 31Y (Tiszai pályaudvar - Avas kilátó - Avas városközpont) | 31Y (Tiszai pályaudvar - Avas kilátó - Avas városközpont) | 31Y (Tiszai pályaudvar - Avas kilátó - Avas városközpont)                                                  |
| Perc (↓)                                                  | Megállóhely                                               | Perc (↑)                                                  | Átszállási kapcsolatok                                    | Intézmények                                                                                                |
| --------------------------------------------------------- | --------------------------------------------------------- | --------------------------------------------------------- | --------------------------------------------------------- | --- |
| 0                                                         | Tiszai pályaudvar                                         | 18                                                        | 1, 1A, 8, 21, 31, ME 1, 2 80, 89, 90, 92, 94              | Tiszai pályaudvar                                                                                          |
| 2                                                         | Selyemrét                                                 | 16                                                        | 1A, 21, 21B, 31, Auchan 1 1, 2                            | Miskolci SZC Kós Károly Építőipari Szakgimnáziuma, MÁV Rendelő, Selyemréti Strandfürdő, Selyemréti templom |
| 5                                                         | Vízügyi Igazgatóság                                       | 13                                                        | 3, 3A, 4, 21, 21B, 31, Auchan 1                           | Vízügyi Igazgatóság                                                                                        |
| 6                                                         | Lévay József utca                                         | 11                                                        | 4, 31                                                     | |
| 9                                                         | Szigligeti tér                                            | 10                                                        | 31                                                        | |
| 10                                                        | SZTK Rendelő                                              | 8                                                         | 2, 12, 14, 14H, 20, 22, 31, 34                            | Miskolci Semmelweis Kórház és Rendelőintézet                                                               |
| 12                                                        | Petneházy bérházak                                        | 6                                                         | 2, 12, 14, 14H, 20, 22, 31, 34, 43, 44                    | Fáy András Görögkatolikus Közgazdasági Szakközépiskola                                                     |
| 13                                                        | Kazinczy Általános iskola                                 | 4                                                         | 31, 34                                                    | Kazinczy Ferenc Általános Iskola                                                                           |
| 14                                                        | Szabadságharc utca                                        | 3                                                         | 31, 34, 35É                                               | Miskolci Szakképzési Centrum Szemere Bertalan Szakgimnáziuma, Szakközépiskolája és Kollégiuma              |
| 15                                                        | Ifjúság útja                                              | 1                                                         | 29, 31, 32, 34, 35, 35É, Auchan 2, Tesco Avas             | Fényi Gyula Jezsuita Gimnázium és Kollégium                                                                |
| 17                                                        | Mednyánszky utca                                          | ∫                                                         | 29, 32, 35, 35É, Auchan 2, Tesco Avas                     | Avasi Gimnázium                                                                                            |
| 18                                                        | Hajós Alfréd utca                                         | ∫                                                         | 29, 32, 35, 35É, Auchan 2, Tesco Avas                     | |
| 19                                                        | Leszih Andor utca                                         | ∫                                                         | 29, 32, 35, 35É, Auchan 2, Tesco Avas                     | |
| 20                                                        | Avas kilátó                                               | ∫                                                         | 29, 32, 35, 35É, 38, Auchan 2, Tesco Avas                 | Avasi kilátó                                                                                               |
| 21                                                        | Leszih Andor utca                                         | ∫                                                         | 29, 32, 35, 35É, Auchan 2, Tesco Avas                     | |
| 22                                                        | Hajós Alfréd utca                                         | ∫                                                         | 29, 32, 35, 35É, Auchan 2, Tesco Avas                     | |
| 23                                                        | Mednyánszky utca                                          | ∫                                                         | 29, 32, 35, 35É, Auchan 2, Tesco Avas                     | |
| 24                                                        | Ifjúság útja                                              | ∫                                                         | 29, 32, 34, 35, 35É, Auchan 2, Tesco Avas                 | |
| 25                                                        | Avas városközpont                                         | 0                                                         | 29, 32, 34, 35É, Auchan 2, Tesco Avas                     | |